# Líjar
Líjar és una localitat de la província d'Almeria, Andalusia. L'any 2005 tenia 500 habitants. La seva extensió superficial és de 28 km² i té una densitat de 17,9 hab/km². Les seves coordenades geogràfiques són 37° 17′ N, 2° 13′ O. Està situada a una altitud de 612 metres i a 86 quilòmetres de la capital de la província, Almeria.

## Demografia
| 1996 | 1998 | 1999 | 2000 | 2001 | 2002 | 2003 | 2004 | 2005 |
| ---- | ---- | ---- | ---- | ---- | ---- | ---- | ---- | ---- |
| 516  | 502  | 496  | 509  | 519  | 520  | 514  | 504  | 500  |